# The Lost World of Communism
The Lost World of Communism è una serie televisiva britannica del 2009, che dà uno sguardo retrospettivo, a venti anni di distanza, sulla caduta del Comunismo nell'Europa orientale.

## Episodi
| Titolo episodio           | Trama |
| ------------------------- | --- |
| A Socialist Paradise      | La caduta del muro di Berlino condizionò le vite dei cittadini della DDR                                                                     |
| The Kingdom of Forgetting | Nella primavera del 1968 in Cecoslovacchia partì un tentativo di riformare il comunismo, però schiacciato dalle truppe del Patto di Varsavia |
| Socialism in One Family   | Uno sguardo sulla gestione del potere nella Romania all'epoca di Nicolae Ceausescu                                                           |